# Чубата зозуля
Чубата зозуля (Clamator) — рід зозулеподібних птахів родини зозулевих (Cuculidae). Представники цього роду мешкають в Африці і Євразії.

## Опис
Чубаті зозулі — відносно великі зозулі, середня довжина яких становить 34-45 см, а вага 66-141 г. Їх притаманні довгі вузькі хвости і широкі крила і не притаманний статевий диморфізм. На голові у них є помітний чуб. Верхня частина тіла у чубатих зозуль темна, переважно сіра, коричнева або чорна, а нижня частина тіла світла. Африканські види чубатих зозуль мають дві морфи — темну і світлу.
Чубаті зозулі практикують гніздовий паразитизм. Вони відкладають одне яйця в гнізда птахів середнього розміру, зокрема сорокам, шпакам, сорокопудам, чагарницям, бюльбюлям і тимеліям, в залежності від регіону. 

## Види
Виділяють чотири види:
- Зозуля каштановокрила (Clamator coromandus)
- Зозуля чубата (Clamator glandarius)
- Зозуля африканська (Clamator levaillantii)
- Зозуля строката (Clamator jacobinus)

## Етимологія
Наукова назва роду Clamator походить від слова лат. clamator — крикун (від clamare — кричати)..